# ナポリ通過線
ナポリ通過線 (passante ferroviario di Napoli) は、ヴィッラ・リテルノのローマ方面路線からとナポリ・ジャントゥルコ駅のサレルノ方面とを複線で繋ぐ路線である。
この通過線はナポリ地下鉄、州内鉄道、州間鉄道、国内鉄道に利用されている。

## 歴史
ナポリ - ローマ間ディレッティッシマ線の建設とともに、貨物列車の利用のないサレルノ方面とローマ方面を直結する地上と地下からなる通過路線の建設が決まった。
さらに通過線にはいくつかの鉄道駅が、すでに何度か計画され完成しないでいた地下鉄線の駅として造られる事が決まった。
1909年に作業が開始されたにもかかわらず、開業は1925年9月20日となったが、その原因は以下の問題によるものである。まず、第一次世界大戦により作業のできなかった時期があった。そして通過する土地の形状の特徴であった。
開業当初の通過線は「ポッツオーリ」、「ジュリアーノ」（駅はジュリアーノ＝クアリアーノと呼ばれる）、「クアルト」（駅はクアルト・ディ・マラーノと呼ばれる）の郊外3駅と市内の「ナポリ・ガリバルディ、カヴール、モンテサント、アメデーオ、キアイア、フオリグロッタ」の6駅からなり、全線が複線化され第三軌条集電だった。
1927年にはキアイア駅とフオリグロッタ駅は、それぞれナポリ・メルジェッリーナとナポリ・カンピ・フレグレイに改名し、同じ年にはディレッティッシマの作業が完了しヴィッラ・リテルノの付近で通過線に接続するとともにナポリ・バニョーリ＝アニャーノ・テルメとナポリ・ジャントゥルコの両駅が開業した。1929年にはナポリ・ピアッツァ・レオパルディ駅が開業した。
その後、電化方式が架線集電式に変更され新駅ナポリ・カヴァッレッジェーリ・ダオスタの開業とナポリ・ピアッツァ・ガリバルディ駅の改装を行った。
現在、通過線はジャントゥルコからポッツオーリまでの区間をナポリ地下鉄のLinea 2として使用している。さらにすべての駅にはカステッランマーレ・ディ・スタービア行きの都市列車やフォルミアとサレルノの各駅行きの州内列車が停車する。またナポリ・ピアッツァ・ガリバルディ駅、ナポリ・メルジェッリーナ駅、ナポリ・カンピフレグレイ駅にはインターシティやユーロスターも停車する。

## 駅や停車場
|  |  | ローマ行き路線                         |  |
|  |  | ヴィッラ・リテルノ                     |  |
|  |  | ナポリ行き路線                         |  |
|  |  | ジュリアーノ＝クアリアーノ             |  |
|  |  | クアルト・ディ・マラーノ               |  |
|  |  | ポッツオーリ・ソルファターラ           |  |
|  |  | ナポリ・バニョーリ＝アニャーノ・テルメ |  |
|  |  | ナポリ・カヴァッレッジェーリ・ダオスタ |  |
|  |  | ナポリ・カンピ・フレグレイ             |  |
|  |  | ナポリ・ピアッツァ・レオパルディ       |  |
|  |  |                                        |  |
|  |  | ナポリ・メルジェッリーナ               |  |
|  |  |                                        |  |
|  |  | ナポリ・ピアッツァ・アメデーオ         |  |
|  |  | ナポリ・モンテサント                   |  |
|  |  | ナポリ・ピアッツァ・カヴール           |  |
|  |  | ナポリ・ピアッツァ・ガリバルディ       |  |
|  |  |                                        |  |
|  |  | サレルノ行き路線                       |  |
|  |  | ナポリ・ジャントゥルコ                 |  |
|  |  | サレルノ行き路線                       |  |